# 格洛克34手槍
格洛克34（Glock 34）是一款由奧地利槍械製造商格洛克（Glock）公司所設計及生產的手枪，是格洛克17的短比賽型版本。發射9×19毫米帕拉貝倫口徑手枪子彈，標凖彈匣為17發。

## 歷史與設計
格洛克34是比賽型手槍，裝有改良過的套筒，而作為格洛克17L的替代型，格洛克34略為縮短長度和槍管，除槍管及彈匣外，其他部件皆可與使用.40 S&W的格洛克35交替安裝。
格洛克34的套筒下前方設有导轨，可安裝各种戰術配件，其套筒的頂端被打出了一個大孔，用以減少槍口前端的重量，以更好地平衡，此外標準的格洛克34還有可調整的照門，放大的無彈後定柄，延長的彈匣卡筍，但MOS型僅配有加長彈匣釋放鈕，其後照門及彈匣釋放鈕皆為普通版本。
格洛克34在1998年設計，是為了取代销量并不怎样的格洛克17L，推出時已經同時是以第三代版本姿態出現，以後經歷了兩次修正版本。2010年的版本稱為第四代格洛克34（英語：4th generation Glock 34），而2018年的版本稱為第五代格洛克34（英語：5th generation Glock 34）。
第四代會在套筒上型號位置加上“Gen4”以玆識別。第四代格洛克34在2011年的SHOT Show（美國著名槍展）之中推出，新推出的格洛克34為了大大提高人機工效，採用了與第四代格洛克17新紋理，握把由粗糙表面改凹陷表面，而握把略為縮小，亦且由過往不能更換改為可以更換握把片（分別是中形和大形，亦可以不裝上握把片直接使用），以調整握把尺寸，更適合不同的手形。第四代格洛克34的套筒內部的復進簧改為雙復進簧式設計，大大降低了後坐力和提高了全槍的壽命。為了適應雙復進簧式設計，套筒下的聚合物槍身前端部分較前一代格洛克17略為加寬。亦會有經改進的彈匣設計，以便左右手皆可以直接按下加大化的彈匣卡榫以更換彈匣，亦可以與舊式彈匣共用，但只可以右手按下彈匣卡榫以更換彈匣。
第五代會在套筒上型號位置加上“Gen5”以玆識別。第五代型號的一些顯著變化如下：槍管和套筒上採用了與第五代格洛克17相同的「nDLC」（Diamond-Like Carbon，类金刚石碳）表面處理，讓套筒內外以及槍管表面比前代的更耐磨、更耐久；將新的槍管膛線和加工設計運用到其配備的高精度槍管；取消了第三代和第四代格洛克34握把以上的手指凹槽，改為無凹槽握把以提高握槍的自由度；握把的彈匣插槽變成了微微的喇叭口狀；以及配備雙手俱利的加大滑套釋放桿。另外也省略了第三代導入、扳機銷上方的閉鎖件銷。許多內部部件也再不那麼顯眼。彈匣也因應第五代型號而作出修改。重新設計的彈匣底板具有向前突出的唇部，以便於快速插入及拔出；而且更換了橙色的托彈板，以更快地目視觀察到彈匣以內的剩餘彈數；同時滑套頂部開出的減重孔被取消，而後照門亦更換為標準聚合物照門，並加上了滑套前部鋸齒紋。當中僅有格洛克34 MOS被升級成第五代版本。

## 採用

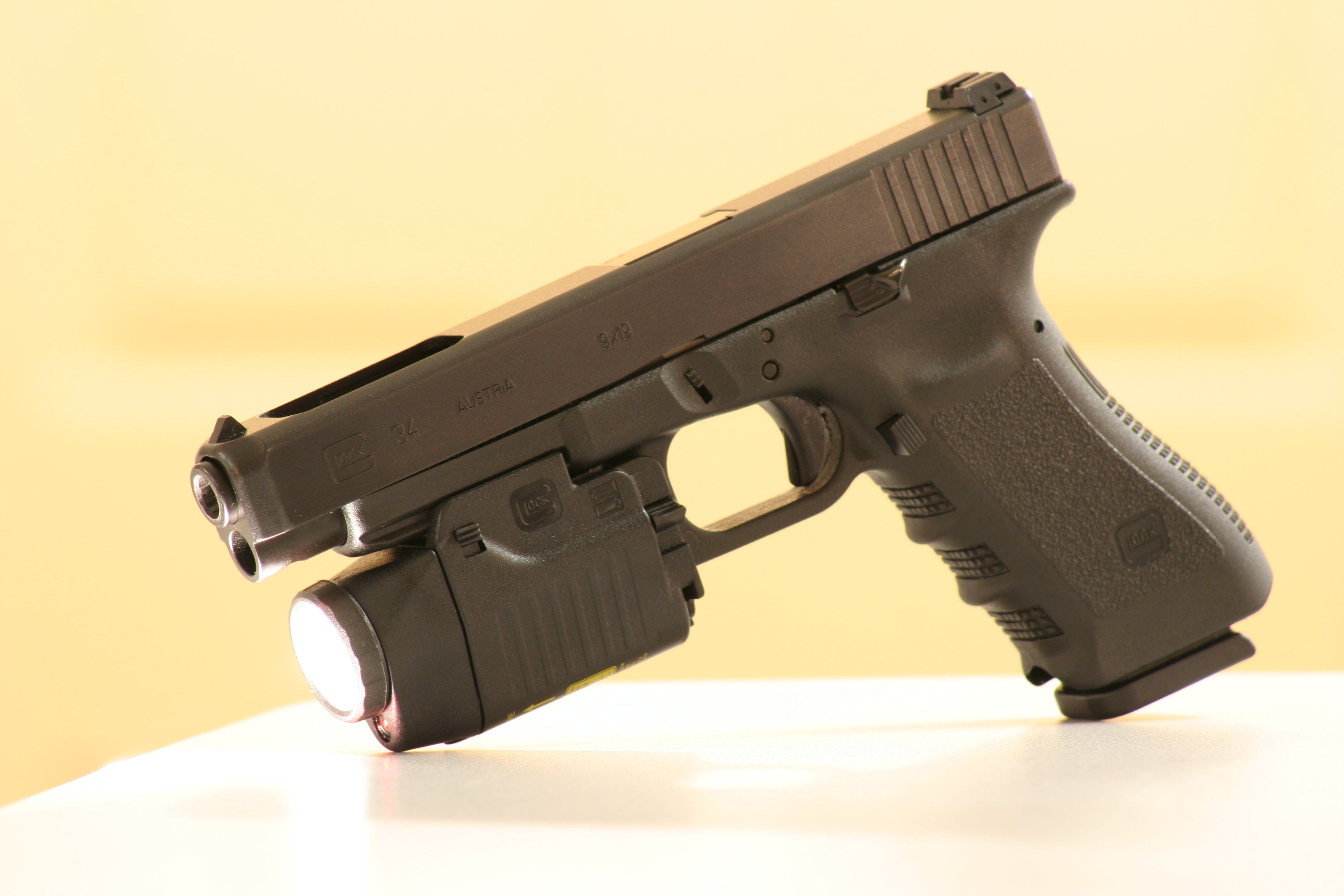
加裝GTL 22式戰術燈的格洛克34

雖然格洛克34被定為競賽型手槍，但由於其高命中精度和可靠的優點，因此格洛克34除了美國民間的訂單外，亦獲得少量軍警單位採用作制式手槍。
- 法國
  - 法國國家警察搜索，支援，干預，威懾部隊
- 马来西亚
  - 马来西亚武装部队
  - 马来西亚皇家警察特別行動指揮部
- 美国
  - 部份地方警察局的特種武器和戰術部隊

## 仿製或授權
- 美国
  - 由格洛克美国分公司製造
- 俄羅斯
  - 由奧爾西集團公司（英语：ORSIS）旗下兵工廠授權製造

## 衍生型

### 格洛克34 MOS
格洛克34 MOS（Glock 34 MOS）和格洛克34的主要分別是34 MOS是裝有模塊化光學瞄準鏡系統（英語：Modular Optic System）的改進型，在套筒後方頂部加工出一個平面，並於其上增加了紅點鏡安裝接口，用於安裝體積較小的小型紅點鏡（例如RMR、DeltaPoint），方便快速瞄準目標。格洛克34 MOS在2015年開始生產。2018年時升級為第五代格洛克34 MOS FS。

### 格洛克34 FS
格洛克34 FS（Glock 34 FS）和格洛克34的主要分別是34 FS在套筒前方兩側頂部都如後方兩側那樣加工出鋸齒狀防滑狀。一開始生產時為第五代MOS版本。格洛克34 FS在2018年開始生產。

### 格洛克35
格洛克35（Glock 35）是格洛克34的.40 S&W口徑版本。

## 犯罪用途

### 2011年挪威爆炸和枪击事件
2011年7月22日15:26及約17:30（欧洲中部夏令时间），爆炸和槍擊事件中的于特島槍擊事件（被兇手稱為「于特島殺戮狂歡」）部份之中，挪威藉恐怖分子安德斯·贝林·布雷维克使用格洛克34（和一枝儒格Mini-14半自動步槍）殺死69人並擊傷66人。

### 2014年伊斯拉維斯塔槍擊事件
2014年5月23日（太平洋时区），凶手艾略特·羅傑使用格洛克34（和2把刀、2把SIG P226半自動手槍以及駕駛BMW 328i Coupé）殺死6人並擊傷13人，凶手其後在警方交火過程中自殺。

## 資料來源
1. ↑  .   [2009-01-15]. （原始内容存档于2013-06-09）.
2. ↑  Magpul.com—PMAG 17 GL9 （页面存档备份，存于）, PMAG 21 GL9 （页面存档备份，存于） and PMAG 27 GL9 （页面存档备份，存于）
3. ↑  .   [2011-11-01]. （原始内容存档于2020-12-23）.
4. ↑  . Findarticles.com. 2009-06-02  [2009-07-24]. （原始内容存档于2012-05-30）.
5. ↑  .   [2015-02-24]. （原始内容存档于2020-12-25）.
6. ↑  .   [2019-01-12]. （原始内容存档于2019-01-12）.
7. ↑  Borchgrevink, Aage. . Polity. 2013. ISBN 9780745672205.

## 外部連結
- （英文）—格洛克公司主頁（页面存档备份，存于）
- （英文）—Modern Firearms—Glock family of handguns （页面存档备份，存于）
- （英文）—Weapon.ge—Glock 34 / 35 （页面存档备份，存于）
- （英文）—The Firearm Blog.com—
  - Glock MOS – Modular Optic System （页面存档备份，存于）
  - Glock Teases New Gen 4 Pistol – 9mm Single-Stack (Finally) Coming? （页面存档备份，存于）
  - Review: RMS Glock Gen 4 Guide Rod by Advance Dynamic Systems （页面存档备份，存于）
  - Magpul PMAG 21 GL9 9mm Glock Mags Now Shipping （页面存档备份，存于）
- （英文）—Guns & Ammo.com—Glock Introduces Modular Optic System (MOS) Pistols （页面存档备份，存于）
- （英文）—Tactical-Life.com—
  - West Point’s Pistol Team Favors the GLOCK 34 （页面存档备份，存于）
  - The G34: GLOCK’s Durable, Center-Fire Sensation （页面存档备份，存于）
  - Gun Test: GlockStore’s G34 GSPC Signature Series Pistol （页面存档备份，存于）
  - Glocks Galore: The Ultimate Glock Buyer’s Guide （页面存档备份，存于）
  - Optic-Ready Enforcer: The Glock G34 Gen4 MOS Pistol （页面存档备份，存于）
- （英文）—Personal Defense World.com—Perfect Nines: 9 Reliable GLOCK Pistols Chambered in 9mm （页面存档备份，存于）
- （英文）—LipseysGuns.com—GLOCK 34 Gen 4 FDE w/ Cerakote Slide 9mm
- （英文）—YouTube上的Video of operation—Shooting a Glock 34 9mm.
- （简体中文）—D Boy Gun World（GLOCK 34） （页面存档备份，存于）